# Itália nos Jogos Olímpicos de Inverno de 1936
A Itália participou dos Jogos Olímpicos de Inverno de 1936 em Garmisch-Partenkirchen, na Alemanha.